# Aaron Copland
Aaron Copland (Nova York, 14 de novembre de 1900 - Sleepy Hollow, 2 de desembre de 1990) va ser un compositor estatunidenc.
Va compondre música de concert i cinematogràfica, creant un estil genuïnament nord-americà, per la qual cosa va ser conegut com el degà dels compositors estatunidencs del segle xx. La música de Copland intenta un difícil balanç entre l'avantguarda i el folklore nord-americà. Les harmonies canviants i obertes d'algunes de les seues obres han estat considerades com una evocació fidel del paisatge americà. Va incorporar una orquestració percussiva, metres canviants, polirítmies, poliacords i sèries tonals. A banda de la seua tasca com a compositor, Copland va exercir de professor, va escriure llibres i articles i va actuar com a director d'orquestra, principalment de les seues obres. Claire Raphael Reis (1888-1978) i Alma Morgenthau Wertheim (1887-1953) van ser unes de les mecenes de Copland. Aquesta última també fou mecenes d'altres alumnes que van estudiar a París amb Nadia Boulanger.

## Biografia

### Primers anys

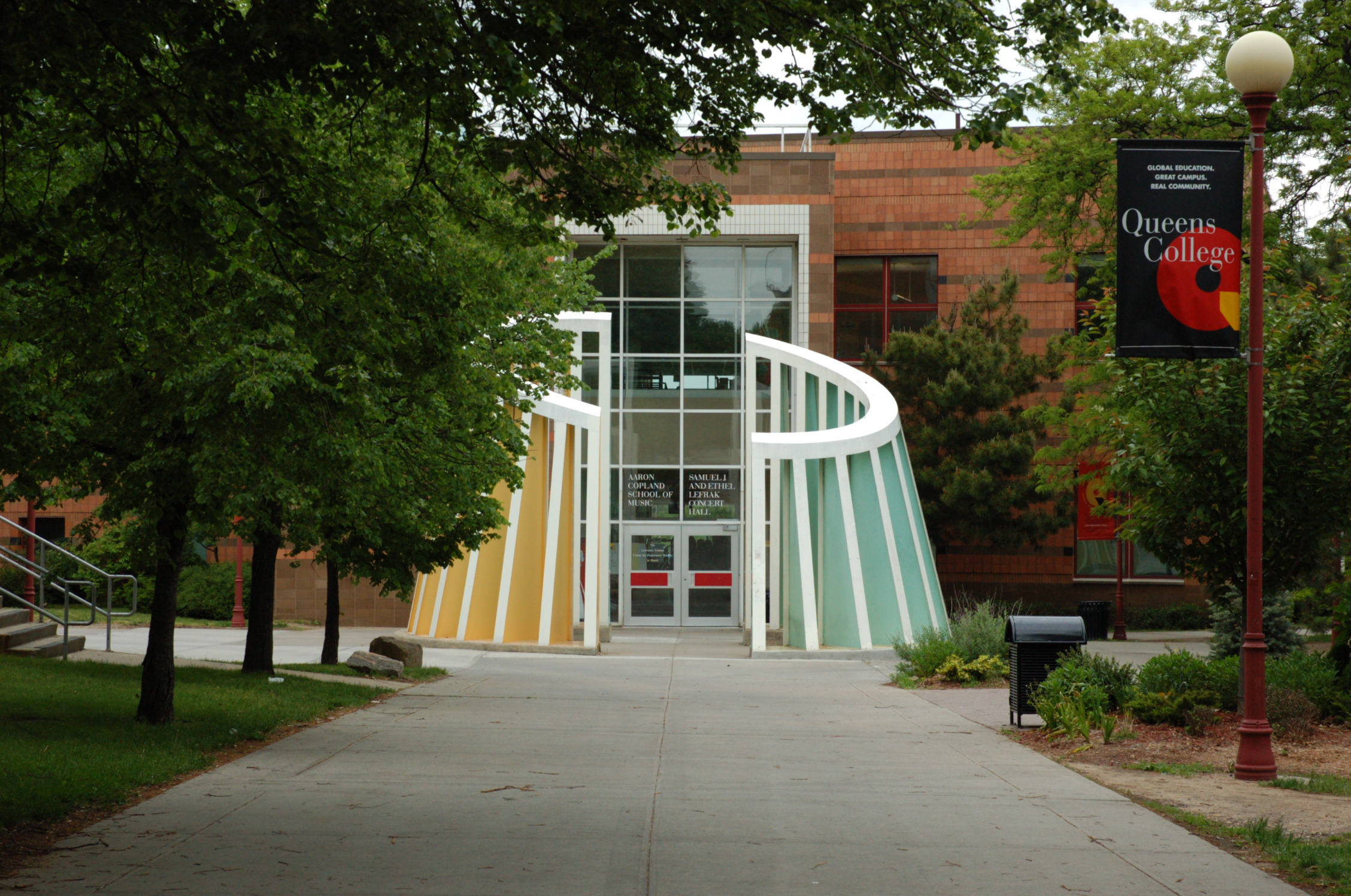
Aaron Copland School of Music, Queens College (part del City University of New York)

Aaron Copland va néixer a Brooklyn, Nova York, el 14 de novembre de 1900. Era el més petit de cinc germans dins d’una família jueva conservadora d’origen lituà. Quan emigrava de Rússia cap als Estats Units, el pare de Copland, Harris Morris Copland, va viure i treballar a Escòcia durant dos o tres anys per pagar-se el passatge del vaixell. És possible que fos llavors quan anglitzés el cognom "Kaplan" en "Copland", tot i que durant molts anys el mateix Aaron cregué que el canvi l’havia fet un funcionari d’Ellis Island en el moment d’entrar al país. Copland no va saber fins molt tard que el cognom original era Kaplan, ja que els seus pares mai no li ho van dir.
Durant tota la seva infantesa, Copland i la seva família van viure al pis de sobre de la botiga dels pares, H. M. Copland’s, al número 628 de Washington Avenue, a Brooklyn (un establiment que Aaron més endavant anomenaria “una mena de Macy's de barri”), a la cantonada de Dean Street i Washington Avenue. Gairebé tots els germans ajudaven a la botiga. El seu pare era un demòcrata convençut i la família participava activament a la Congregation Baith Israel Anshei Emes, on Aaron celebrà la seva bar mitzvah. Tot i no destacar per les seves habilitats físiques, era un noi molt sensible i es convertí en un lector apassionat, sovint llegint històries de Horatio Alger assegut als graons de casa seva.
El pare de Copland no tenia cap interès per la música. En canvi, la seva mare, Sarah Mittenthal Copland, cantava, tocava el piano i s’encarregava d’organitzar classes de música per als seus fills. Aaron tenia quatre germans més grans: dos nois, Ralph i Leon, i dues noies, Laurine i Josephine. D’entre tots, el germà gran Ralph era qui tenia més coneixements musicals, ja que tocava el violí amb destresa. La seva germana Laurine fou qui mantingué una relació més estreta amb ell: li donà les primeres classes de piano, afavorí la seva educació musical i el va recolzar al llarg de la seva carrera. Com a estudiant de la Metropolitan Opera School i aficionada a l’òpera, Laurine solia portar a casa llibrets perquè Aaron els pogués estudiar. Copland va assistir a la Boys High School i a l’estiu anava a diversos campaments. Els seus primers contactes amb la música van ser, sobretot, a casaments jueus i cerimònies religioses, així com en petites vetllades musicals familiars.
Copland va començar a compondre cançons amb només vuit anys i mig. La seva primera música escrita que es conserva —uns set compassos— data de quan tenia onze anys i formava part d’un esbós d’òpera que ell mateix batejà com Zenatello. Entre 1913 i 1917 prengué classes de piano amb Leopold Wolfsohn, que li ensenyà el repertori clàssic habitual. La seva primera actuació pública va tenir lloc en un recital a la botiga Wanamaker's. Quan tenia quinze anys, després d’escoltar en concert el pianista i compositor polonès Ignacy Jan Paderewski, decidí que volia ser compositor. Un any més tard, sentí la seva primera simfonia a l’Acadèmia de Música de Brooklyn.
Després d’intentar formar-se a través d’un curs per correspondència, començà a rebre classes formals d’harmonia, teoria i composició amb Rubin Goldmark, un compositor i professor reconegut de música nord-americana (que també havia fet algunes lliçons a George Gershwin). Entre 1917 i 1921, Copland rebé de Goldmark una base sòlida, sobretot en la tradició germànica. Tal com ell mateix reconegué: «Vaig tenir molta sort. Em vaig estalviar les errades que pateixen molts músics per culpa d’una mala formació.» No obstant això, també admeté que Goldmark tenia «poca simpatia per les tendències musicals més avançades del moment» i que el seu cànon de compositors «s’acabava amb Richard Strauss».
La peça amb què Copland es va graduar dels estudis amb Rubin Goldmark va ser una sonata per a piano en tres moviments, escrita en un estil romàntic. No obstant això, també havia compost obres més originals i atrevides que mai no mostrà al seu professor. A més d’assistir sovint al Metropolitan Opera i a la New York Symphony, on escoltava el repertori clàssic habitual, Copland va continuar la seva formació musical envoltant-se d’un cercle d’amics cada vegada més ampli i interessats en la música. Després de graduar-se a l’institut, tocà en conjunts de ball. També va reprendre les classes de piano amb Victor Wittgenstein, qui el descrigué com un jove «tranquil, tímid, ben educat i receptiu a les crítiques». El seu interès per la Revolució Russa i la seva promesa d’alliberar les classes baixes li valgué un retret per part del seu pare i els seus oncles. Malgrat això, en la seva joventut Copland entaulà amistats amb persones de tendència socialista i comunista.

### Estudis a París

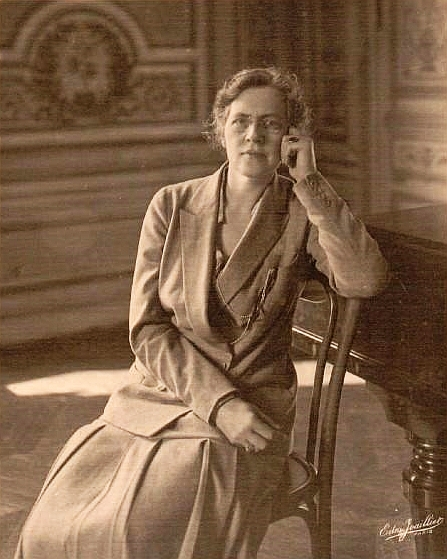
Nadia Boulanger el 1925

La passió de Copland per la música europea més recent, sumada a les entusiastes cartes del seu amic Aaron Schaffer, el van impulsar a viatjar a París per continuar els estudis. Un article a Musical America sobre un programa d’estiu per a músics nord-americans a l'Escola de Música Fontainebleau de París —ofert pel govern francès— el va acabar de convèncer. El seu pare preferia que anés a la universitat, però la seva mare li va donar suport en la reunió familiar decisiva, i Copland va poder fer realitat el seu desig de formar-se a París.
Un cop a França, estudià a Fontainebleau amb el pianista i pedagog Isidor Philipp i amb el compositor Paul Vidal. Però en considerar que Vidal s’assemblava massa a Goldmark, el seu antic mestre, va seguir la recomanació d’un company i es passà a la classe de Nadia Boulanger, que aleshores tenia 34 anys. Inicialment tenia dubtes: «Mai no havia sentit a parlar de ningú que estudiés amb una dona.» Tanmateix, durant l’entrevista, Boulanger detectà de seguida el seu talent: «Es notava de seguida que era un jove amb dots musicals.»
Boulanger arribà a tenir fins a 40 alumnes alhora i aplicava un règim formal que Copland havia de seguir. Copland trobava molt estimulant la seva ment incisiva i considerava impecable la seva capacitat per criticar una composició. Boulanger "sempre podia trobar el punt feble en un lloc que tu ja sospitaves que era feble... També podia dir-te per què era feble [cursiva de Copland]." En una carta al seu germà Ralph, Copland escrivia: «Aquesta amazona intel·lectual no només és professora al Conservatori, no només coneix tota la música de Bach a Stravinski, sinó que està preparada per a qualsevol cosa pitjor en matèria de dissonància. Però no t’equivoquis... Mai no ha existit una dona més encantadora i femenina». Més endavant, Copland escrigué: «va ser meravellós per a mi trobar una mestra amb una mentalitat tan oberta i que, al mateix temps, tenia idees fermes sobre què era correcte i què no en qüestions musicals. La confiança que tenia en el meu talent i la seva fe en mi no només eren afalagadores, sinó molt més que això: van ser crucials per al meu desenvolupament en aquest moment de la meva carrera». Tot i que només havia previst passar un any a l’estranger, va estudiar amb ella durant tres anys, ja que el seu enfocament eclèctic va inspirar el propi gust ampli de Copland per la música.
Paral·lelament als seus estudis amb Boulanger, Copland va fer classes de llengua i història francesa a la Sorbona, va assistir a representacions teatrals i freqüentava la Shakespeare and Company, la llibreria en anglès que era un punt de trobada per als escriptors americans expatriats. Entre aquest grup, dins l'ambient cultural vibrant del París dels anys vint, hi havia Paul Bowles, Ernest Hemingway, Sinclair Lewis, Henry Miller, Gertrude Stein i Ezra Pound, així com artistes com Pablo Picasso, Marc Chagall i Amedeo Modigliani. També van tenir una influència important sobre la nova música els intel·lectuals francesos Marcel Proust, Paul Valéry, Jean-Paul Sartre i André Gide; Copland afirmava que aquest últim era el seu preferit i el que més llegia. Viatges a Itàlia, Àustria i Alemanya van completar la formació musical de Copland. Durant la seva estada a París, va començar a escriure crítiques musicals, la primera sobre Gabriel Fauré, cosa que va contribuir a fer créixer la seva fama i prestigi dins la comunitat musical.
En aquest període rebé també lliçons del pianista lleidatà Ricard Viñes.

### 1925-1935
Copland va tornar als Estats Units amb optimisme i entusiasme pel futur, decidit a obrir-se camí com a compositor a temps complet. Va llogar un petit apartament d’estudi a l’Upper West Side de Nova York, a l’Empire Hotel, a prop del Carnegie Hall i d'altres sales i editorials musicals. Es va quedar en aquella zona durant els següents 30 anys, abans de traslladar-se al comtat de Westchester, a Nova York. Copland vivia de manera austera i es mantenia econòmicament gràcies a dues beques Guggenheim de 2.500 dòlars el 1925 i el 1926 (cada una equivalent a 44.824 dòlars el 2024. Recitals amb conferència, premis, nomenaments, petits encàrrecs, una mica de docència, escrits i préstecs personals li van permetre mantenir-se econòmicament durant els anys següents, fins a la Segona Guerra Mundial.

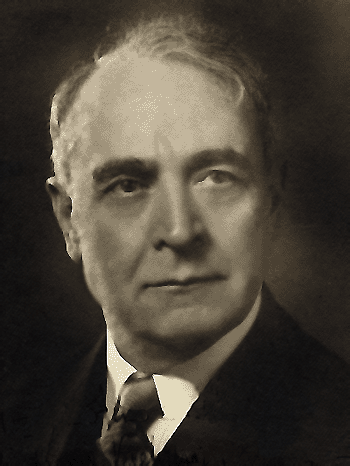
Serge Koussevitzky fou un mentor i valedor de Copland.

També van ser importants, especialment durant la Gran Depressió, els mecenes adinerats que subvencionaven interpretacions, ajudaven a finançar la publicació d’obres i promovien esdeveniments musicals i compositors. Entre aquests destacava Serge Koussevitzky, director musical de la Boston Symphony Orchestra, conegut com un defensor de la "nova música". Koussevitzky va tenir una gran influència en la vida de Copland, probablement la segona figura més important en la seva carrera després de Boulanger. A partir de la Simfonia per a orgue i orquestra (1924), Koussevitzky va interpretar més música de Copland que de cap altre compositor contemporani seu, en un moment en què altres directors només programaven algunes de les seves obres.
Poc després de tornar als Estats Units, Copland va entrar en contacte amb el cercle artístic del fotògraf Alfred Stieglitz. Tot i que no suportava gaire l’actitud dominant de Stieglitz, admirava la seva obra i va assumir com a pròpia la seva convicció que els artistes americans havien de reflectir "les idees de la democràcia americana". Aquest ideal va influir no només Copland, sinó tota una generació d’artistes i fotògrafs, com Paul Strand, Edward Weston, Ansel Adams, Georgia O'Keeffe i Walker Evans. Les fotografies d’Evans van inspirar fragments de l’òpera de Copland The Tender Land.
En la seva voluntat d’assumir l’eslògan del grup de Stieglitz, Afirmar Amèrica, Copland només va trobar com a referents la música de Carl Ruggles i Charles Ives. Davant la manca del que ell anomenava un "passat aprofitable" entre els compositors clàssics americans, va recórrer al jazz i a la música popular, una línia que ja havia començat a explorar durant la seva estada a Europa. Durant la dècada de 1920, George Gershwin, Bessie Smith i Louis Armstrong encapçalaven la música popular i el jazz als Estats Units. A finals d’aquella dècada, Copland sentia que la seva música s’orientava cap a una direcció més abstracta i menys vinculada al jazz. Però quan les grans orquestres de swing, com les de Benny Goodman i Glenn Miller, van començar a triomfar als anys trenta, Copland va tornar a interessar-se pel gènere.

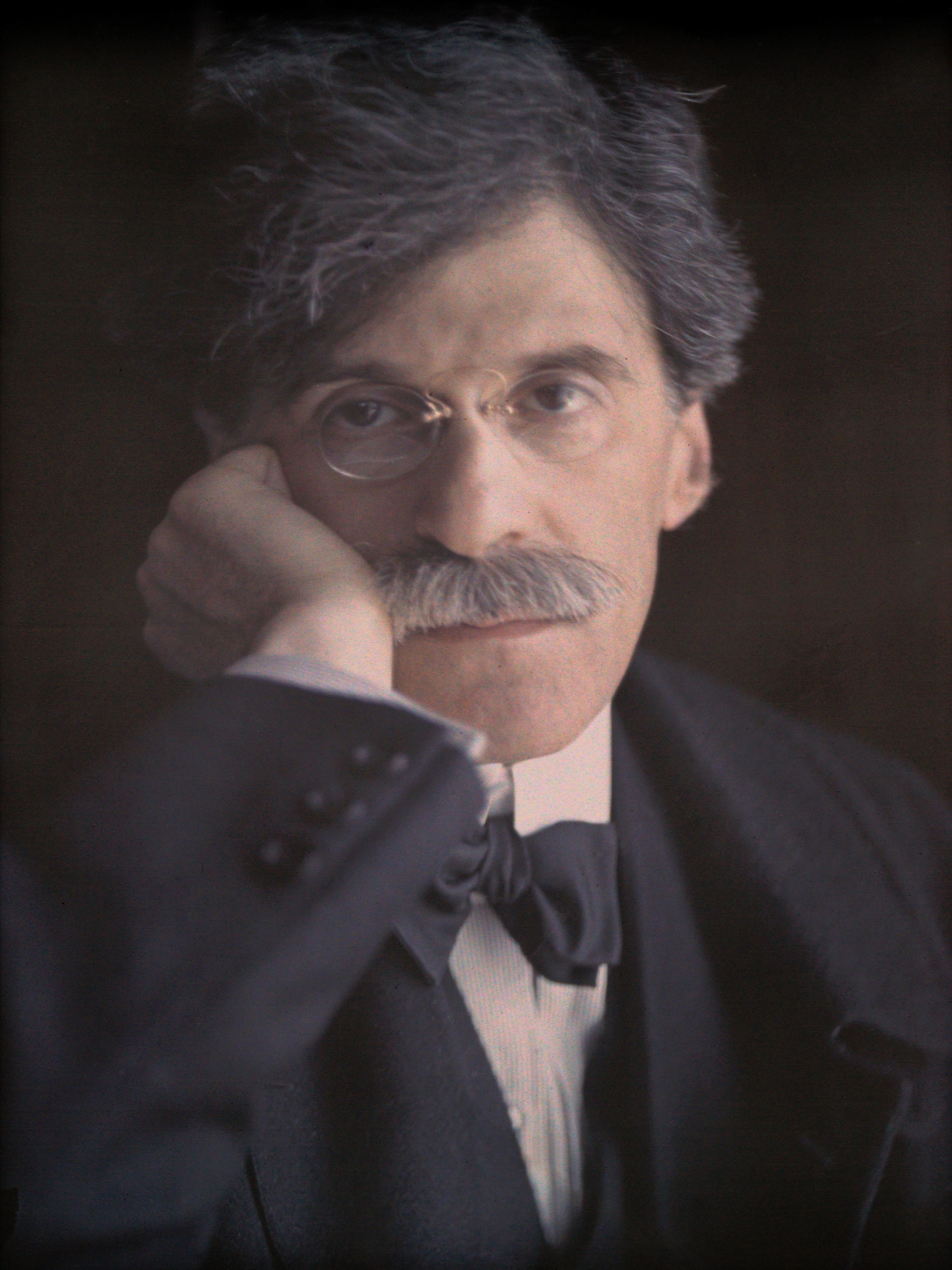
Copland admirava l’obra i la filosofia d’Alfred Stieglitz

Inspirat per l’exemple del grup Les Six a França, Copland va cercar contemporanis com Roger Sessions, Roy Harris, Virgil Thomson i Walter Piston, i ràpidament es va consolidar com a portaveu dels compositors de la seva generació. També va contribuir a fundar els Copland-Sessions Concerts, destinats a presentar obres de cambra d’aquests compositors a nous públics. La relació de Copland amb aquests músics, que acabarien essent coneguts com la commando unit, combinava el suport mutu amb una certa rivalitat, i ell tingué un paper clau a mantenir el grup unit fins després de la Segona Guerra Mundial. Alhora, es va mostrar generós amb gairebé tots els joves compositors americans que va conèixer al llarg de la seva vida, cosa que més endavant li valgué el títol de Degà de la música americana.
Amb els coneixements adquirits durant els seus estudis a París, Copland es va fer molt sol·licitat com a conferenciant i escriptor sobre música clàssica europea contemporània. Entre 1927 i 1930, i de nou entre 1935 i 1938, va impartir classes a la New School for Social Research de la ciutat de Nova York. Les seves conferències a la New School acabarien publicant-se en forma de dos llibres: What to Listen for in Music (1937, revisat el 1957) i Our New Music (1940, revisat el 1968 i reeditat com The New Music: 1900–1960). Durant aquest període, Copland també va escriure regularment per a The New York Times, The Musical Quarterly i altres revistes. Aquests articles es van reunir el 1969 en el llibre Copland on Music. Durant la seva etapa a la New School, Copland va estar actiu com a presentador i comissari, utilitzant la institució per donar a conèixer una àmplia varietat de compositors i artistes.
Les composicions de Copland a principis dels anys vint reflectien l’actitud modernista que predominava entre els intel·lectuals: l’art només havia de ser accessible per a una elit il·lustrada, i les masses acabarien apreciant-lo amb el temps. Però les dificultats creixents amb la Symphonic Ode (1929) i la Short Symphony (1933) el van portar a replantejar-se aquest enfocament. Era una via poc rendible, especialment durant la Gran Depressió. La música avantguardista havia perdut, segons l’historiador cultural Morris Dickstein, «la seva arista experimental entusiasta», i l’actitud del país cap a aquesta música havia canviat. Com escriu el biògraf Howard Pollack: «Copland va observar dues tendències entre els compositors dels anys trenta: en primer lloc, un intent continuat de «simplificar el seu llenguatge musical» i, en segon lloc, un desig de «connectar» amb el públic més ampli possible. Des de 1927, ell mateix ja havia començat a simplificar, o si més no a depurar, el seu llenguatge musical, encara que d’una manera que, paradoxalment, sovint acabava per allunyar el públic i els intèrprets. Però cap al 1933... va començar a trobar maneres de fer que el seu llenguatge fortament personal fos accessible a un nombre sorprenentment gran de persones».
En molts aspectes, aquest gir reflectia la idea alemanya de la Gebrauchsmusik (música d’ús), segons la qual els compositors buscaven crear obres amb una funció tant utilitària com artística. Aquest enfocament incloïa dues tendències principals: d’una banda, música que els estudiants poguessin aprendre amb facilitat, i de l’altra, música amb un atractiu més ampli, com ara música incidental per a obres teatrals, pel·lícules, ràdio, etc.
Amb aquest objectiu, Copland va oferir assessorament musical i inspiració a The Group Theatre, una companyia que també va atraure figures com Stella Adler, Elia Kazan i Lee Strasberg. Filòsicament hereva de Stieglitz i els seus ideals, aquesta companyia es centrava en obres socialment rellevants d’autors americans. Gràcies a aquesta col·laboració i més endavant al seu treball en el cinema, Copland va conèixer diversos dramaturgs nord-americans destacats, entre els quals Thornton Wilder, William Inge, Arthur Miller i Edward Albee, amb qui va considerar diversos projectes.

### 1935-1950
Cap al 1935, Copland va començar a compondre peces musicals pensades per a públics joves, d’acord amb el primer objectiu de la Gebrauchsmusik americana. Entre aquestes obres hi havia peces per a piano com The Young Pioneers i una òpera, The Second Hurricane. Durant els anys de la Gran Depressió, Copland va viatjar extensament per Europa, Àfrica i Mèxic. Va establir una amistat important amb el compositor mexicà Carlos Chávez, i tornà sovint a Mèxic per a vacances de treball i compromisos com a director d’orquestra. Durant la seva primera estada al país, Copland començà a compondre una de les seves obres més emblemàtiques: El Salón México, que va acabar el 1936. Tant en aquesta peça com en The Second Hurricane, Copland començà a “experimentar”, segons les seves pròpies paraules, amb un estil més senzill i accessible. Aquesta i altres comandes de música incidental van complir amb el segon objectiu de la Gebrauchsmusik americana: crear música amb un atractiu ampli.
Paral·lelament a The Second Hurricane, Copland va compondre per a la ràdio la peça Prairie Journal, encarregada per la Columbia Broadcast System. Va ser una de les seves primeres obres que evocava el paisatge de l’oest nord-americà. Aquest enfocament cap a la frontera es va traslladar al ballet Billy the Kid (1938), que, juntament amb El Salón México, esdevingué un dels seus primers grans èxits de públic. La música de ballet de Copland el consolidà com a compositor genuïnament americà, de la mateixa manera que les partitures per a ballet van vincular Stravinski amb la música russa, i arribà en un moment oportú. Va contribuir a omplir el buit de repertori per a coreògrafs americans, i va connectar amb un moviment artístic ampli, que anava des del cinema de Busby Berkeley i Fred Astaire fins als ballets de George Balanchine i Martha Graham, per democratitzar i americanitzar la dansa com a forma d’art.
L’any 1938, Copland va contribuir a la fundació de l’American Composers Alliance, amb l’objectiu de promoure i publicar música clàssica contemporània americana. En fou president entre 1939 i 1945. El 1939, també va completar les seves dues primeres bandes sonores per a Hollywood: Of Mice and Men i Our Town, i va compondre la música radiofònica John Henry, basada en la balada folklòrica del mateix nom.
Tot i que aquestes obres i d'altres similars que les seguiren foren ben rebudes pel gran públic, alguns detractors acusaren Copland de voler complaure les masses. El crític musical Paul Rosenfeld, per exemple, advertia el 1939 que Copland es trobava «a la bifurcació del camí elevat, els dos ramals del qual condueixen respectivament a l’èxit popular i a l’èxit artístic». Fins i tot alguns dels seus amics, com el compositor Arthur Berger, es mostraven perplexos davant l’estil més senzill de Copland. Un altre, el compositor David Diamond, arribà a advertir-lo: «En haver-te venut ja a mig camí als comerciants bastards, el perill serà encara més gran per a tu, i t’ho prego, estimat Aaron, no et venguis del tot encara». La resposta de Copland fou que escriure tal com ho feia, i en tants gèneres diferents, era la seva manera de respondre a l’impacte de la Depressió en la societat, així com als nous mitjans i als públics que aquests posaven a l’abast. Com ell mateix va dir: «El compositor que té por de perdre la seva integritat artística pel contacte amb un públic massiu ja no entén el significat de la paraula art».

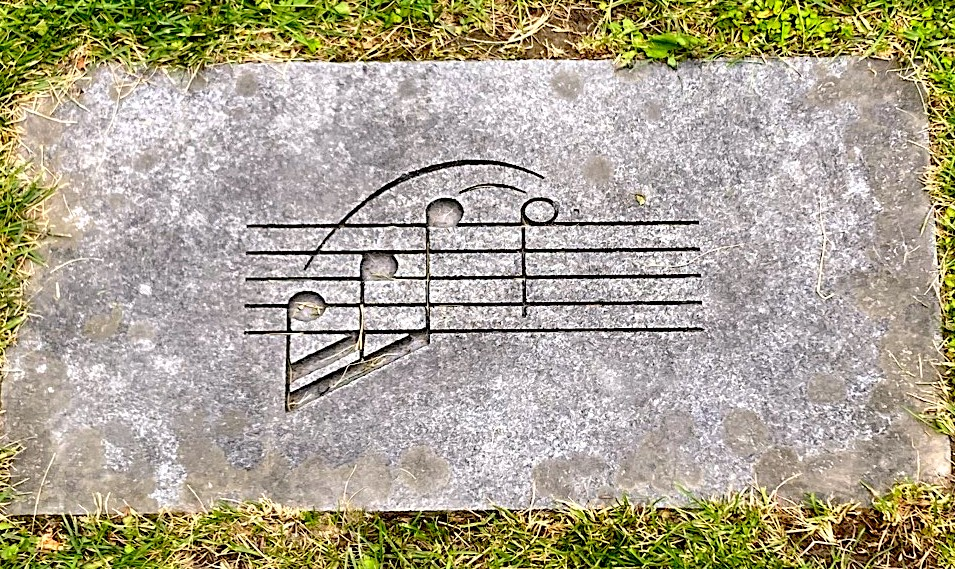
Notes inicials de trompeta de Fanfare for the Common Man, Tanglewood

La dècada de 1940 fou, probablement, la més productiva de Copland, i algunes de les seves obres d’aquest període consolidaren la seva fama. Les partitures de ballet per a Rodeo (1942) i Appalachian Spring (1944) foren grans èxits. Lincoln Portrait i Fanfare for the Common Man esdevingueren estàndards patriòtics. També fou important la Tercera Simfonia, composta entre 1944 i 1946, que es convertí en la simfonia més coneguda de Copland. El Concert per a clarinet (1948), escrit per a clarinet solista, cordes, arpa i piano, fou un encàrrec del director de banda i clarinetista Benny Goodman, i un complement de l’anterior obra de Copland influïda pel jazz, el Concert per a piano (1926). Four Piano Blues és una composició introspectiva amb influència jazzística. Copland acabà la dècada del 1940 amb dues bandes sonores cinematogràfiques, una per a The Heiress de William Wyler i una altra per a l’adaptació fílmica de The Red Pony, novel·la de John Steinbeck.
L’any 1949, Copland tornà a Europa, on descobrí que el compositor francès Pierre Boulez dominava el grup de compositors d’avantguarda del període de postguerra. També es trobà amb defensors de la tècnica dels dotze sons, basada en les obres d’Arnold Schönberg, i s’interessà a adaptar els mètodes serials a la seva pròpia veu musical.

### Anys 1950 i 1960
L’any 1950, Copland rebé una beca de la U.S.-Italy Fulbright Commission per estudiar a Roma, cosa que feu l’any següent. En aquest període també compongué el seu Quartet per a piano, adoptant el mètode dodecatònic de Schönberg, i Old American Songs (1950), el primer conjunt dels quals fou estrenat per Peter Pears i Benjamin Britten, i el segon per William Warfield. Durant el curs acadèmic 1951–1952, Copland impartí un cicle de conferències com a titular de la Charles Eliot Norton Professorship a la Universitat Harvard. Aquestes conferències foren publicades en el llibre Music and Imagination.
A causa de les seves idees d'esquerres —entre les quals hi havia el suport a la candidatura del Partit Comunista dels Estats Units d'Amèrica  durant les eleccions presidencials dels Estats Units de 1936 i el seu ferm suport al candidat del Partit Progressista, Henry A. Wallace, a les eleccions de 1948, Copland fou investigat per l’FBI durant el període de la cacera de bruixes dels anys 1950. El seu nom figurà en una llista de 151 artistes que presumptament tenien vincles comunistes, i fou inclòs en la llista negra de Hollywood, amb la retirada de A Lincoln Portrait del concert inaugural de 1953 del president Dwight Eisenhower. Més endavant aquell mateix any fou convocat a una audiència privada al Capitoli dels Estats Units, a Washington D. C., on Joseph McCarthy i Roy Cohn el van interrogar sobre les seves conferències a l’estranger i la seva vinculació amb diverses organitzacions i esdeveniments. McCarthy i Cohn ignoraren deliberadament les obres de Copland, que exaltaven els valors americans. Indignats per les acusacions, molts membres de la comunitat musical reivindicaren la música de Copland com a símbol del seu patriotisme. Les investigacions cessaren el 1955 i es tancaren definitivament el 1975. L'afiliació de Copland al Partit Comunista mai no va ser provada.
Les investigacions de McCarthy no van afectar greument la carrera ni la reputació artística internacional de Copland, malgrat que li van suposar un gran desgast de temps, energia i estabilitat emocional. Tanmateix, a partir del 1950, Copland —consternat per la persecució de Dmitri Xostakóvitx i d’altres artistes per part de Stalin— començà a desvincular-se dels grups d’esquerra. Segons Pollack, Copland «continuà preocupat pel paper de l’artista en la societat». Denuncià la manca de llibertat artística a la Unió Soviètica i, en la seva conferència Norton de 1954, afirmà que la pèrdua de llibertat sota el comunisme soviètic privava els artistes del «dret immemorial de l’artista a equivocar-se». A partir d’aleshores, començà a votar el Partit Demòcrata, primer per Stevenson i després per Kennedy.
Més perjudicial per a Copland que no pas les investigacions de McCarthy va ser el canvi de gust artístic, que es va allunyar dels valors populistes que impregnaven la seva obra dels anys trenta i quaranta. A partir dels anys quaranta, els intel·lectuals van començar a atacar la cultura del Front popular, amb la qual s’associava la música de Copland, i la van qualificar, en paraules de Dickstein, com «irremeiablement de mitja volada, una banalització de l’art convertit en entreteniment inofensiu». Sovint relacionaven el seu menyspreu per l’art populista amb la tecnologia, els nous mitjans i el públic massiu —és a dir, amb àmbits com la ràdio, la televisió i el cinema, per als quals Copland havia compost o compondria música, així com amb els seus ballets més populars. Encara que aquests atacs ja havien començat a finals dels anys trenta amb els escrits de Clement Greenberg i Dwight Macdonald a Partisan Review, estaven arrelats en una política antiestalinista i s’intensificaren durant les dècades posteriors a la Segona Guerra Mundial.
Malgrat les dificultats que li poguessin causar les seves suposades simpaties comunistes, Copland va viatjar extensament durant els anys cinquanta i primers seixanta per observar els estils d’avantguarda d’Europa, escoltar composicions de compositors soviètics poc coneguts a Occident i conèixer de prop l’escola polonesa de la nova música. Al Japó, es va sentir atret per l’obra de Tōru Takemitsu i inicià una correspondència amb ell que es va perllongar durant una dècada. Copland revisà el seu text The New Music amb comentaris sobre els estils que havia conegut. Va trobar que gran part del que sentia era avorrit i impersonal. La música electrònica li semblava tenir «una trista uniformitat sonora», mentre que la música aleatòria era pròpia de «qui gaudeix caminant per la vora del caos». Tal com ho resumí ell mateix: «He passat la major part de la meva vida intentant col·locar la nota justa al lloc just. Obrir-ho tot a l’atzar sembla contrari al meu instint natural».
El 1952, Copland va rebre un encàrrec de la League of Composers, finançat amb una subvenció de Richard Rodgers i Oscar Hammerstein II, per escriure una òpera per a la televisió. Tot i que era conscient dels possibles esculls del gènere —com llibrets febles i exigències tècniques elevades—, Copland feia temps que pensava a escriure una òpera, des dels anys quaranta. Entre els temes que havia considerat hi havia An American Tragedy de Theodore Dreiser i McTeague de Frank Norris. Finalment, es decantà per Let Us Now Praise Famous Men de James Agee, que li semblava adequat per al format més íntim de la televisió i que també podia servir per al "mercat universitari", ja que després de la Segona Guerra Mundial més escoles començaven a muntar òperes. L’òpera resultant, The Tender Land, va ser escrita inicialment en dos actes, tot i que posteriorment se n’hi afegí un tercer. Tal com Copland temia, en l’estrena de 1954 la crítica va considerar que el llibret era feble. Tot i les seves mancances, l’obra esdevingué una de les poques òperes americanes que ha entrat al repertori habitual.
Els anys 1957, 1958 i 1976, Copland va ser el director musical de l’Ojai Music Festival, un festival de música clàssica i contemporània celebrat a Ojai, Califòrnia. Amb motiu del centenari del Metropolitan Museum of Art, Copland va compondre la Ceremonial Fanfare for Brass Ensemble per acompanyar l’exposició Masterpieces of Fifty Centuries. Leonard Bernstein, Piston, William Schuman i Thomson també van compondre peces per a les exposicions del centenari del museu.

### Darrers anys
A partir dels anys 60, Copland es va dedicar cada cop més a la direcció d’orquestra. Tot i no estar especialment entusiasmat, es va trobar sense noves idees per a compondre, dient: «Era exactament com si algú hagués tancat l’aixeta». Es va convertir en un director convidat habitual als Estats Units i al Regne Unit i va gravar una sèrie de discos amb la seva música, principalment per a Columbia Records. El 1960, RCA Victor va publicar les gravacions de Copland amb la Boston Symphony Orchestra de les suites orquestrals d’Appalachian Spring i The Tender Land; aquestes gravacions van ser reeditades posteriorment en CD, igual que la majoria de les gravacions de Copland amb Columbia (per Sony).

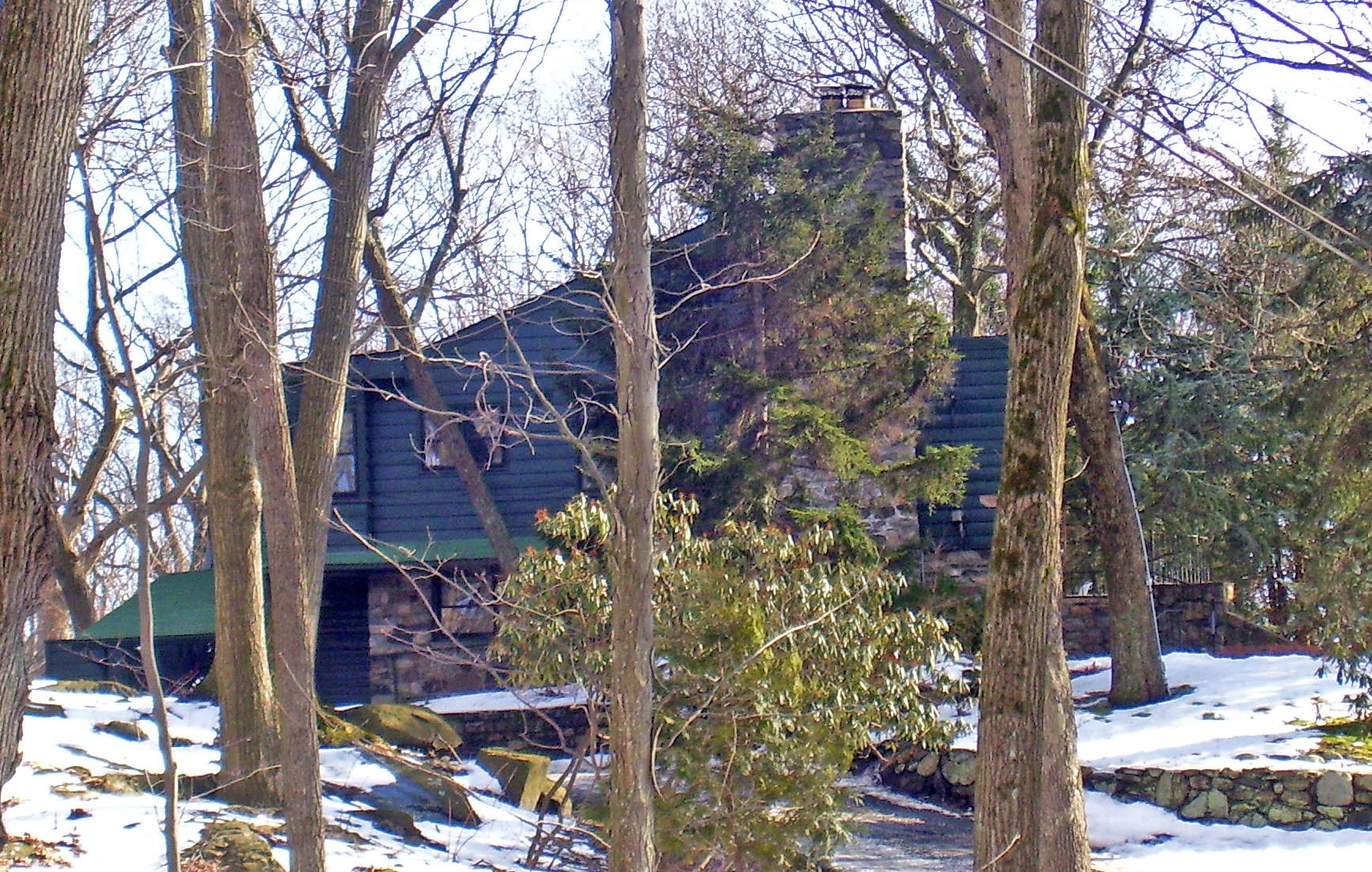
Rock Hill, la casa de Copland a Cortlandt Manor, Nova York, avui dia un National Historic Landmark

Des del 1960 fins a la seva mort, Copland va viure a Cortlandt Manor, Nova York. La seva residència, coneguda com a Rock Hill, va ser inscrita al National Register of Historic Places el 2003 i designada com a National Historic Landmark el 2008. La salut de Copland va empitjorar durant els anys 80, i va morir d'Alzheimer i insuficiència respiratòria el 2 de desembre de 1990 a North Tarrytown, Nova York (actualment Sleepy Hollow).
Després de la seva mort, les seves cendres van ser escampades al Tanglewood Music Center, a prop de Lenox, Massachusetts. Gran part del seu gran patrimoni va ser llegat per a la creació del Aaron Copland Fund for Composers, que atorga més de 600.000 dòlars anuals a grups de música en actiu.

## Vida personal
Copland mai no es va inscriure com a membre de cap partit polític. Tot i això, va heretar un gran interès pels esdeveniments civils i mundials del seu pare. Les seves opinions eren generalment progressistes i mantenia forts llaços amb nombrosos col·legues i amics del Front Popular, inclòs Clifford Odets. Al principi de la seva vida, Copland va desenvolupar, en paraules de Pollack, «una profunda admiració per les obres de Frank Norris, Theodore Dreiser i Upton Sinclair», tots socialistes que en les seves novel·les criticaven amb passió el cost físic i emocional del capitalisme sobre l’home corrent. Fins i tot després de les audicions de McCarthy, va continuar sent un ferm opositor al militarisme i a la Guerra Freda, que considerava instigada pels Estats Units. La va condemnar com a «gairebé pitjor per a l’art que la mateixa guerral». Deia que posar l’artista «en un ambient de desconfiança, hostilitat i por, com el que va provocar la Guerra Freda, li impedeix crear».
Tot i que Copland va tenir diverses experiències amb el pensament religiós organitzat, que van influir en algunes de les seves composicions primerenques, es va mantenir agnòstic. Durant el moviment del Front Popular, va mostrar proximitat amb el sionisme, que era recolzat per l’esquerra. Pollack escriu: «Com molts dels seus contemporanis, Copland veia el judaisme tant des d’un punt de vista religiós, cultural o racial; però va mostrar poc involucrament en qualsevol aspecte de la seva herència jueva. Al mateix temps, tenia vincles amb el cristianisme, identificant-se amb escriptors profundament cristians com Gerard Manley Hopkins, i sovint celebrava el dia de Nadal a casa amb un sopar especial amb amics pròxims. En general, la seva música evocava himnes protestants tan sovint com càntics jueus. Copland solia trobar connexions entre diverses tradicions religioses. Tot i que era discret amb els seus orígens jueus, tampoc els amagava».

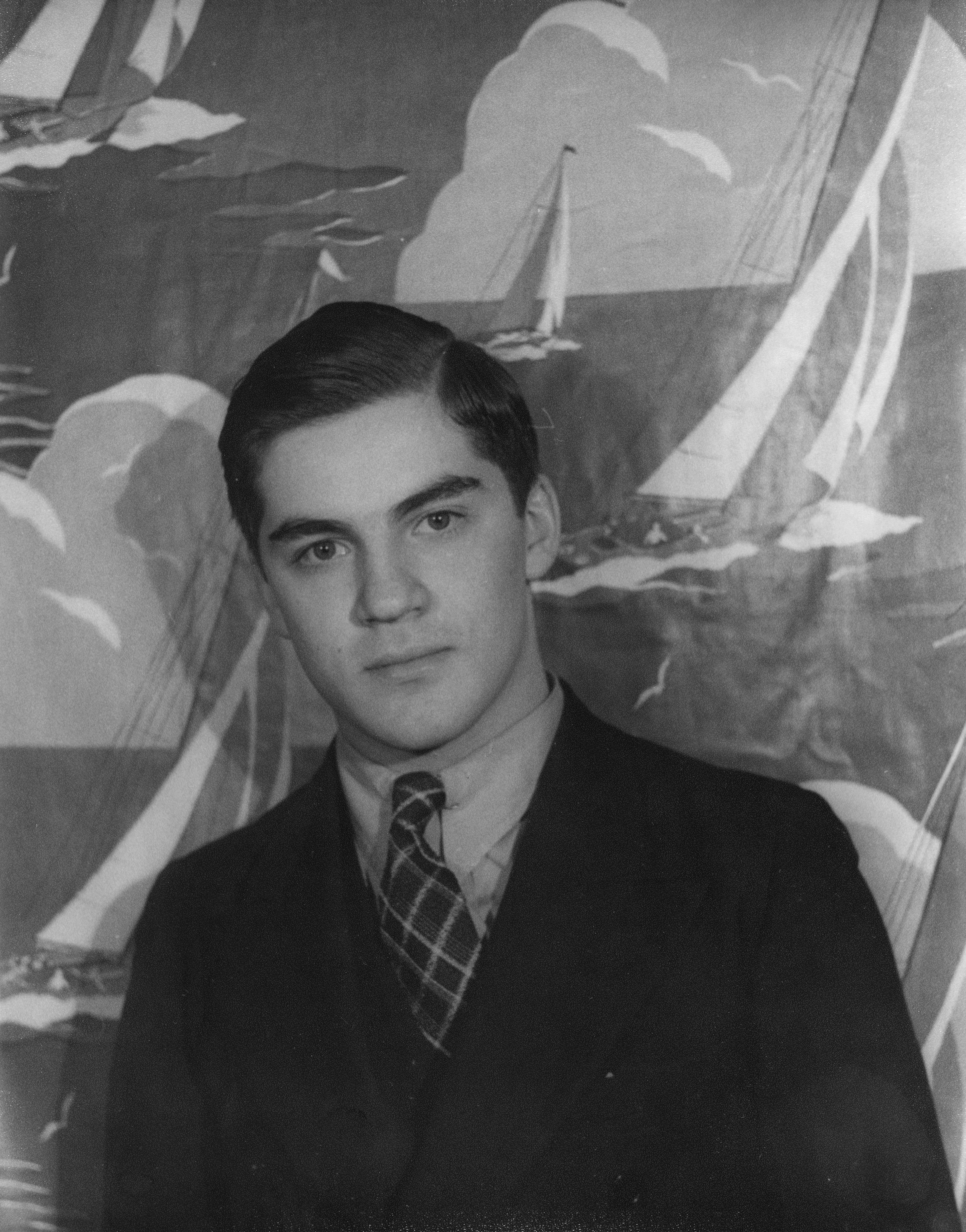
Victor Kraft, 1935

Pollack afirma que Copland era homosexual i que el compositor va arribar a una acceptació i comprensió primerenques de la seva sexualitat. Com molts en aquella època, Copland va protegir molt la seva privacitat, especialment pel que fa a la seva homosexualitat. Va oferir pocs detalls escrits sobre la seva vida privada, i fins i tot després dels aldarulls de Stonewall de 1969, no va mostrar cap inclinació a «sortir de l’armari». Tot i això, va ser un dels pocs compositors del seu nivell que vivia obertament i viatjava acompanyat dels seus íntims. Aquests acostumaven a ser homes joves i talentosos relacionats amb les arts, i la diferència d’edat entre ells i el compositor es va anar ampliant a mesura que Copland envellia. La majoria es van convertir en amics duradors després de pocs anys i, en paraules de Pollack, «van romandre una font principal de companyonia». Entre els amors de Copland hi va haver el fotògraf Victor Kraft, l’artista Alvin Ross, el pianista Paul Moor, el ballarí Erik Johns, el compositor John Brodbin Kennedy i el pintor Prentiss Taylor.
Victor Kraft esdevingué una presència constant a la vida de Copland, tot i que el seu romanç podria haver acabat cap al 1944. Inicialment, quan el compositor el va conèixer el 1932, Kraft era un prodigi del violí, però va deixar la música per dedicar-se a la fotografia, en part influenciat per Copland. Kraft va marxar i tornar a la vida de Copland diverses vegades, sovint portant molta tensió a causa del seu comportament cada vegada més erràtic i, de vegades, confrontacional. Kraft va tenir un fill al qual Copland més endavant va garantir estabilitat financera mitjançant una herència del seu patrimoni.
Amic de Leonard Bernstein, Copland va exercir molta influència sobre l'estil d'aquest, mentre que Bernstein va ser considerat el més adient director de les obres de Copland.
Copland va morir a Sleepy Hollow el 2 de desembre de 1990.

## Pel·lícules sobre Copland
- Aaron Copland: A Self-Portrait (1985). Directed by Allan Miller. Biographies in Music series. Princeton, New Jersey: The Humanities.
- Appalachian Spring (1996). Directed by Graham Strong, Scottish Television Enterprises. Princeton, New Jersey: Films for the Humanities.
- Copland Portrait (1975). Directed by Terry Sanders, United States Information Agency. Santa Monica, California: American Film Foundation.
- Fanfare for America: The Composer Aaron Copland (2001). Directed by Andreas Skipis. Produced by Hessischer Rundfunk in association with Reiner Moritz Associates. Princeton, New Jersey: Films for the Humanities & Sciences.

## Obres principals
- Scherzo Humoristico: The Cat and the Mouse (1920)
- Four Motets (1922)
- Passacaglia (piano sol) (1922)
- Simfonia per a orgue i orquestra (1924)
- Music for the Theater (1925)
- Dance Symphony (1925)
- Concert per a piano i orquestra (1926)
- Symphonic Ode (1927-29)
- Piano Variations (1930)
- Grohg (1925/32) (ballet)
- Short Symphony o Simfonia núm. 2 (1933)
- Statements for orchestra (1932-35)
- The Second Hurricane, play-opera for high school performance (1936)
- El Salón México (1936)
- Billy the Kid (1938) (ballet)
- Quiet City (1940)
- El nostre poble (Our Town) (1940)
- Sonata per a piano (1941)
- Fanfare for the Common Man (1942)
- Lincoln Portrait (1942)
- Rodeo (1942) (ballet)
- Danzón Cubano (1942)
- Music for the Movies (1942)
- Sonata per a violí i piano (1943)
- Appalachian Spring (1944) (ballet)
- Simfonia núm. 3 (1944-46)
- In the Beginning (1947)
- The Red Pony (1948)
- Concert per a clarinet (comanda de Benny Goodman) (1947-48) i amb coreografia de Jerome Robbins (coreògraf).
- Twelve Poems of Emily Dickinson (1950)
- Quartet amb piano (1950)
- Old American Songs (1952)
- The Tender Land (1954) (òpera)
- Canticle of Freedom (1955)
- Orchestral Variations (1957)
- Piano Fantasy (1957)
- Dance Panels (1959; revisat 1962) (ballet)
- Connotations for Orchestra (1962)
- Music for a Great City (1964)
- Emblems per a banda de música (1964)
- Inscape (1967)
- Duo per a flauta i piano (1971)
- Three Latin American Sketches (1972)